# Université de Las Palmas de Grande Canarie
L'université de Las Palmas de Grande Canarie (en espagnol : Universidad de Las Palmas de Gran Canaria ou ULPGC) est une université publique espagnole située à Las Palmas de Grande Canarie, dans l'archipel des îles Canaries. L'Université de Las Palmas de Grande Canarie est créée en 1989, à partir de l'université polytechnique des Canaries fondée 10 ans plus tôt.
L'université est dotée de six campus, dont trois sont situés à Las Palmas de Grande Canarie, un à Arucas, un à Lanzarote et un à Fuerteventura.